# Соколов, Анатолий Алексеевич
Анатолий Алексеевич Соколов (род. 1953) — российский художник

## Биография
Родился в 1953 году в посёлке Львовский Московской области.
Окончил Московский государственный педагогический институт им. В. И. Ленина (художественно-графический факультет) в 1980 году, где учился у К. М. Максимова, С. Е. Токарева, В. В. Токаревой, В. М. Ратнина и А. П. Суровцева. Дипломная работа под руководством Виноградова Ю. Е. «Экскурсия группы детей на металлургический комбинат» — с отличием.
Участник художественных выставок с 1981 года.
Анатолий Соколов принимал участие в региональных выставках, таких как Всесоюзная выставка художников московского региона. В течение пятнадцати лет художник работал педагогом и директором в художественной школе хореографии, музыки и изобразительного искусства.
Художник является членом Союза художников изобразительного искусства в Праге.

## Выставки художника
Март 1989 — Художественная школа, Пос. Львовский, Московская область
Октябрь 1990 — Дворец культуры, Прага
Май-июнь 1992 — Нидерланды, Патерсволде
Июль-август 1992 — Галерея «Лига», Братислава

## Совместные выставки
- 1976 — Региональная выставка Союза молодых художников изобразительного искусства в России.
- 1977 — Региональная выставка художников изобразительного искусства.
- 1978 — Выставка студенческих работ педагогического института УдССР.
- 1981 — Выставка членов Московского Союза художников.
- 1989 — Первая совместная выставка членов художественной группы Академического дома им. Репина.
- 1990 — Неоднократный участник выставки Академического дома им. Репина.
- 1992 — Выставка в галерее «Богемия» в Праге
- 1992 — Галерея «Словарт», Франкфурт-на-Майне.
- 1993 — Гостиница «Атриум», Прага

Работает в жанре тематической картины, натюрморта, пейзажа. Художник остро чувствует современность, что отражается в стилистике его произведений.
Картины художника находятся в частных коллекциях за рубежом: Германии, США, Италии, Испании, Голландии, Швейцарии, Австрии.